# Oxydia nimbata
Oxydia nimbata là một loài bướm đêm trong họ Geometridae.